# Вацола
Вацо̀ла (на италиански: Vazzola) е градче и община в Северна Италия, провинция Тревизо, регион Венето. Разположено е на 30 m надморска височина. Населението на общината е 7102 души (към 2010 г.).